# 科梅良斯
科梅良斯（義大利語：Comeglians），是意大利弗留利-威尼斯朱利亚大区乌迪内省的一个市镇。总面积19.52平方公里，人口560人，人口密度28.7人/平方公里（2009年）。ISTAT代码为030029。